# (98127) Vilgusová
(98127) Vilgusová, désignation internationale (98127) Vilgusova, est un astéroïde de la ceinture principale.

## Description
(98127) Vilgusova est un astéroïde de la ceinture principale. Il fut découvert le 24 septembre 2000 à l'observatoire d'Ondřejov par Lenka Šarounová et Petr Pravec. Il présente une orbite caractérisée par un demi-grand axe de 2,42 UA, une excentricité de 0,18 et une inclinaison de 3,9° par rapport à l'écliptique.

## Compléments